# Lars Mellquist
Lars Erik Gustaf Mellquist, född den 28 maj 1884 i Västra Vingåkers församling, Södermanlands län, död den 31 oktober 1964 i Stockholm, var en svensk militär.
Mellquist blev underlöjtnant vid Hallands regemente 1906, löjtnant där 1910 och kapten vid generalstaben 1919, vid Gotlands infanteriregemente 1925. Han var lärare i strategi vid Krigshögskolan 1920–1925, i generalstabstjänst där 1927–1928 och i taktik där 1931–1933. Mellquist befordrades till major vid generalstaben 1928, till överstelöjtnant i generalstaben 1932, vid Livgrenadjärregementet 1933, och till överste på reservstat 1937, i reserven 1944. Han invaldes som ledamor av Krigsvetenskapsakademien 1930. Mellquist blev riddare av Svärdsorden 1927 och av Vasaorden 1930. Han vilar på Danderyds kyrkogård.